# Мороя
Мороя — река в России, протекает в округе Вуктыл Республики Коми. Устье реки находится в 217 км по левому берегу реки Щугор. Длина реки составляет 19 км.
Река начинается на восточном склоне горы Янытуйтнёр на Северном Урале. Река течёт на восток, петляя среди холмов. Всё течение проходит по ненаселённой холмистой тайге, характер течения — горный. Скорость течения в низовьях — 1,7 м/с, ширина около 27 метров. Принимает несколько безымянных притоков, стекающих с окружающих гор.

## Данные водного реестра
По данным государственного водного реестра России относится к Двинско-Печорскому бассейновому округу, водохозяйственный участок реки — Печора от водомерного поста у посёлка Шердино до впадения реки Уса, речной подбассейн реки — бассейны притоков Печоры до впадения Усы. Речной бассейн реки — Печора.
Код объекта в государственном водном реестре — 03050100212103000062156.